# 錢陸燦

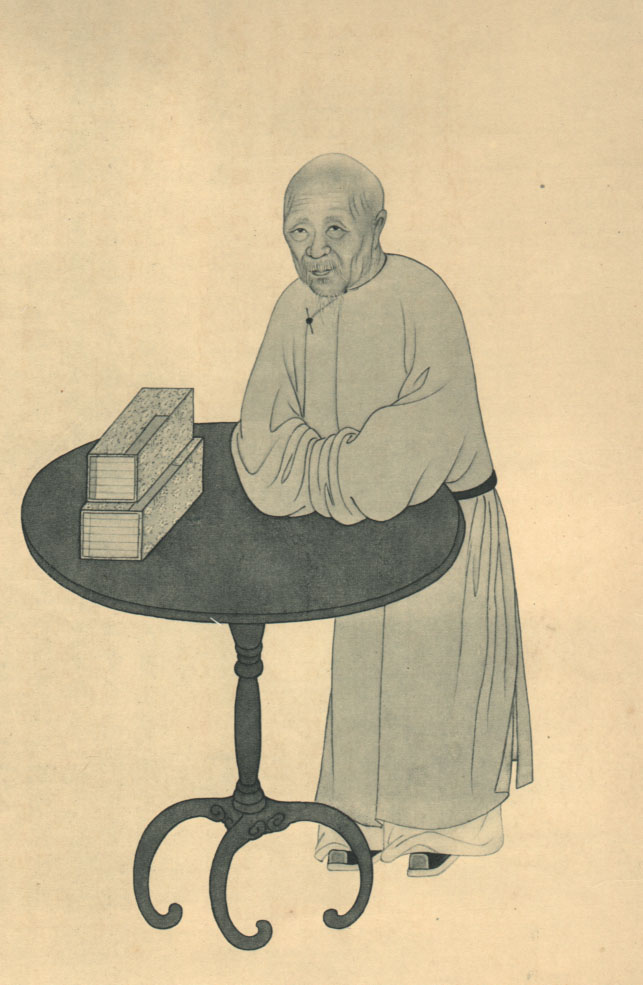
《清代學者像傳》第一集之錢陸燦像

錢陸燦（1612年—1698年），字湘靈，號圓沙。江南常熟人。明末清初學者。
錢泮的玄孫。自幼亡父，隨祖母和母親度日，勤奮苦讀。順治十四年（1657年）丁酉科舉人，教授常州、金陵之間，從遊者甚眾，主纂《常熟縣志》。又通佛法，為蘗庵禪師入室弟子，自號石人。節錄錢謙益《列朝詩集》書成《列朝詩集小傳》。晚年居虞山，老屋三楹。